# Charnay-lès-Chalon
Charnay-lès-Chalon é uma comuna francesa na região administrativa de Borgonha-Franco-Condado, no departamento Saône-et-Loire. Estende-se por uma área de 9,11 km². Em 2010 a comuna tinha 197 habitantes (densidade: 21,6 hab./km²).